# Neuilly-l'Hôpital
Neuilly-l'Hôpital är en kommun i departementet Somme i regionen Hauts-de-France i norra Frankrike. Kommunen ligger i kantonen Nouvion som tillhör arrondissementet Abbeville. År 2022 hade Neuilly-l'Hôpital 328 invånare.

## Befolkningsutveckling
Antalet invånare i kommunen Neuilly-l'Hôpital
| Referens: INSEE |